# 14834 Isaev
14834 Isaev este un asteroid din centura principală, descoperit pe 17 septembrie 1987, de Liudmila Cernîh.